# Partido judicial de Torrox
El partido judicial de Torrox es el  partido judicial n.º 9 de la provincia de Málaga, y uno de los 85 partidos judiciales en los que se divide la comunidad autónoma de Andalucía. Fue creado con municipios anteriormente adscritos al partido judicial de Vélez-Málaga. Comprende los municipios de Algarrobo, Árchez, Canillas de Albaida, Cómpeta, Frigiliana, Nerja, Sayalonga y Torrox, todos situados en la provincia de Málaga. La cabeza de partido y por tanto sede de las instituciones judiciales es Torrox. Cuenta con un Juzgado Decano y dos juzgados de Primera Instancia e Instrucción.